# Телегин, Владимир Иванович
Владимир Иванович Телегин — советский хозяйственный, государственный и политический деятель.

## Биография
Родился в 1913 году в Иркутске.
С 1932 года — на хозяйственной, общественной и политической работе. В 1932-19 гг. — слесарь механических мастерских Государственного научно- исследовательского института по золоту, на руководящей хозяйственной работе в Иркутске, главный инженер управления Иркутского городского автомобильного транспорта, участник Великой Отечественной войны, главный инженер ремонтно-прокатной базы в гор. Иркутске, главный механик областного отдела шоссейных дорог по Иркутской области, ассистент кафедры сельскохозяйственных машин ИркСХИ, директор Кимильтейской МТС, председатель колхоза имени Ленина Зиминского района Иркутской области.
Избирался депутатом Верховного Совета СССР 6-го созыва.